# Wauzeka (condado de Crawford, Wisconsin)
Wauzeka es un pueblo ubicado en el condado de Crawford en el estado estadounidense de Wisconsin. En el Censo de 2010 tenía una población de 422 habitantes y una densidad poblacional de 3,73 personas por km².

## Geografía
Wauzeka se encuentra ubicado en las coordenadas 43°5′52″N 90°56′6″O / 43.09778, -90.93500. Según la Oficina del Censo de los Estados Unidos, Wauzeka tiene una superficie total de 113.2 km², de la cual 109.39 km² corresponden a tierra firme y (3.37%) 3.82 km² es agua.

## Demografía
Según el censo de 2010, había 422 personas residiendo en Wauzeka. La densidad de población era de 3,73 hab./km². De los 422 habitantes, Wauzeka estaba compuesto por el 98.34% blancos, el 0.95% eran afroamericanos, el 0% eran amerindios, el 0.47% eran asiáticos, el 0% eran isleños del Pacífico, el 0% eran de otras razas y el 0.24% pertenecían a dos o más razas. Del total de la población el 0% eran hispanos o latinos de cualquier raza.